# The Love of Sunya

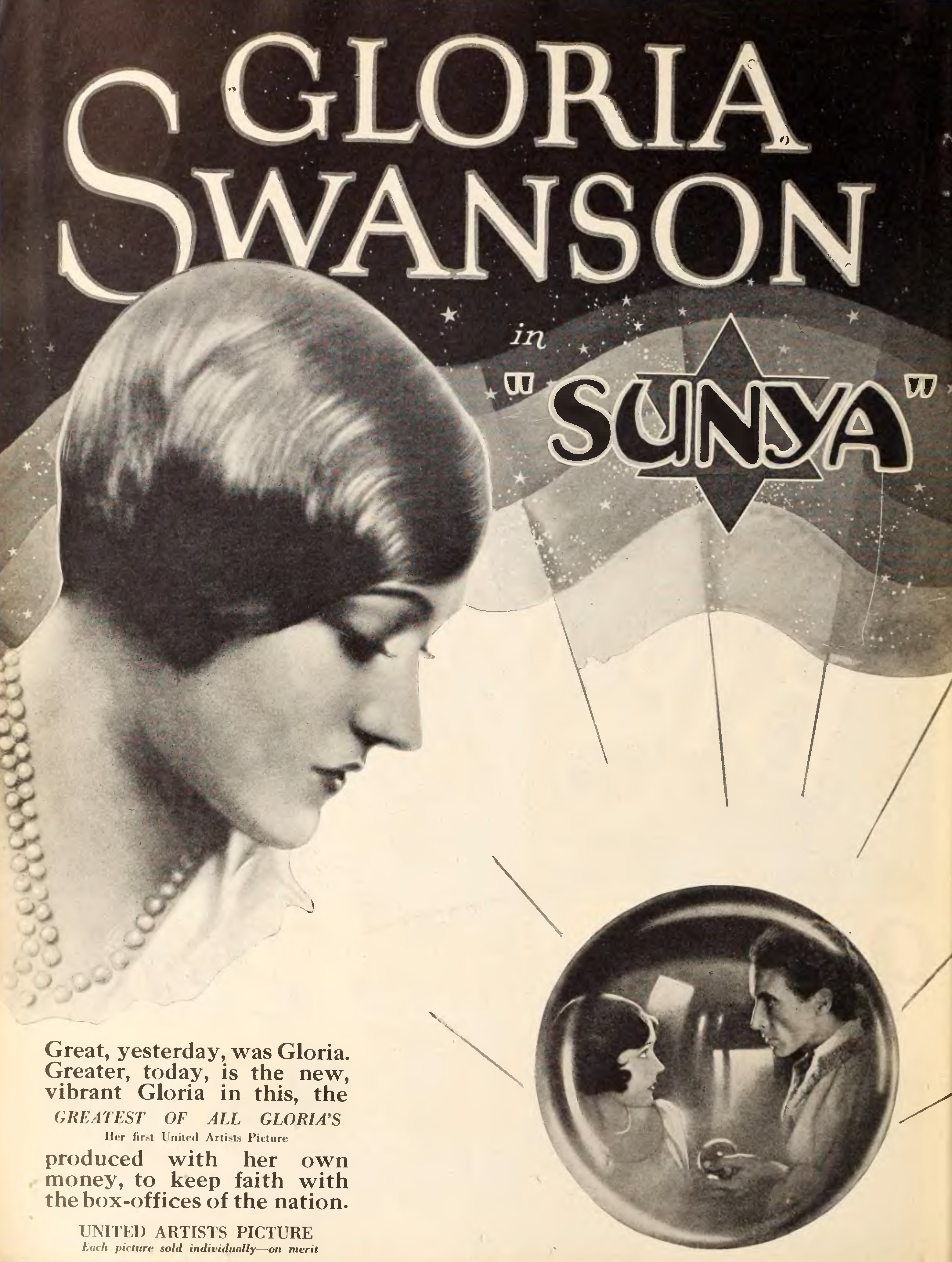
Annonce du film dans Motion Picture News.

The Love of Sunya est un film américain réalisé par Albert Parker et sorti en 1927. C'est le remake d'un film de 1919, Le Voile de l'avenir, adaptation d'une pièce de Max Marcin et Charles Guernon.

## Synopsis
Sunya Ashling est une apprentie chanteuse, qui est la réincarnation d'une princesse égyptienne assassinée par un démon des siècles auparavant. Le démon se réincarne en une diseuse de bonne aventure qui doit aider Sunya pour se faire pardonner son crime.

## Fiche technique
- Réalisation : Albert Parker
- Assistant réalisateur : Paul Madeux
- Scénario : Earle Browne (adaptation), Cosmo Hamilton (titres), Lenore J. Coffee d'après la pièce The Eyes of Youth de Max Marcin et Charles Guernon
- Productice : Gloria Swanson
- Photographie : Robert Martin, George Barnes
- Direction artistique : Hugo Ballin
- Musique : William P. Perry (pour la sortie en 1970)
- Distributeur : United Artists
- Durée : 78 minutes (8 bobines)[2]
- Date de sortie :
  - États-Unis : 11 mars 1927

## Distribution
- Gloria Swanson : Sunya Ashling
- John Boles : Paul Judson
- Pauline Garon : Anna Hagan
- Ian Keith : Louis Anthony
- Andrés de Segurola : Paola deSalvo
- Anders Randolf : Robert Goring
- Hugh Miller : The Outcast
- Robert Schable : Henri Picard
- Ivan Lebedeff : Ted Morgan
- John Miltern : Asa Ashling
- Raymond Hackett : Kenneth Ashling
- Florence Fair : Rita Ashling

## Production
The Love of Sunya est le premier film de Gloria Swanson en tant que productrice. Il a été tourné à New York. La production s'est avérée difficile pour Gloria Swanson, qui n'avait pas l'expérience dans ce domaine, et s'est retrouvée à devoir gérer des problèmes légaux et administratifs.